# Proposta de Constituição Havaiana de 1893

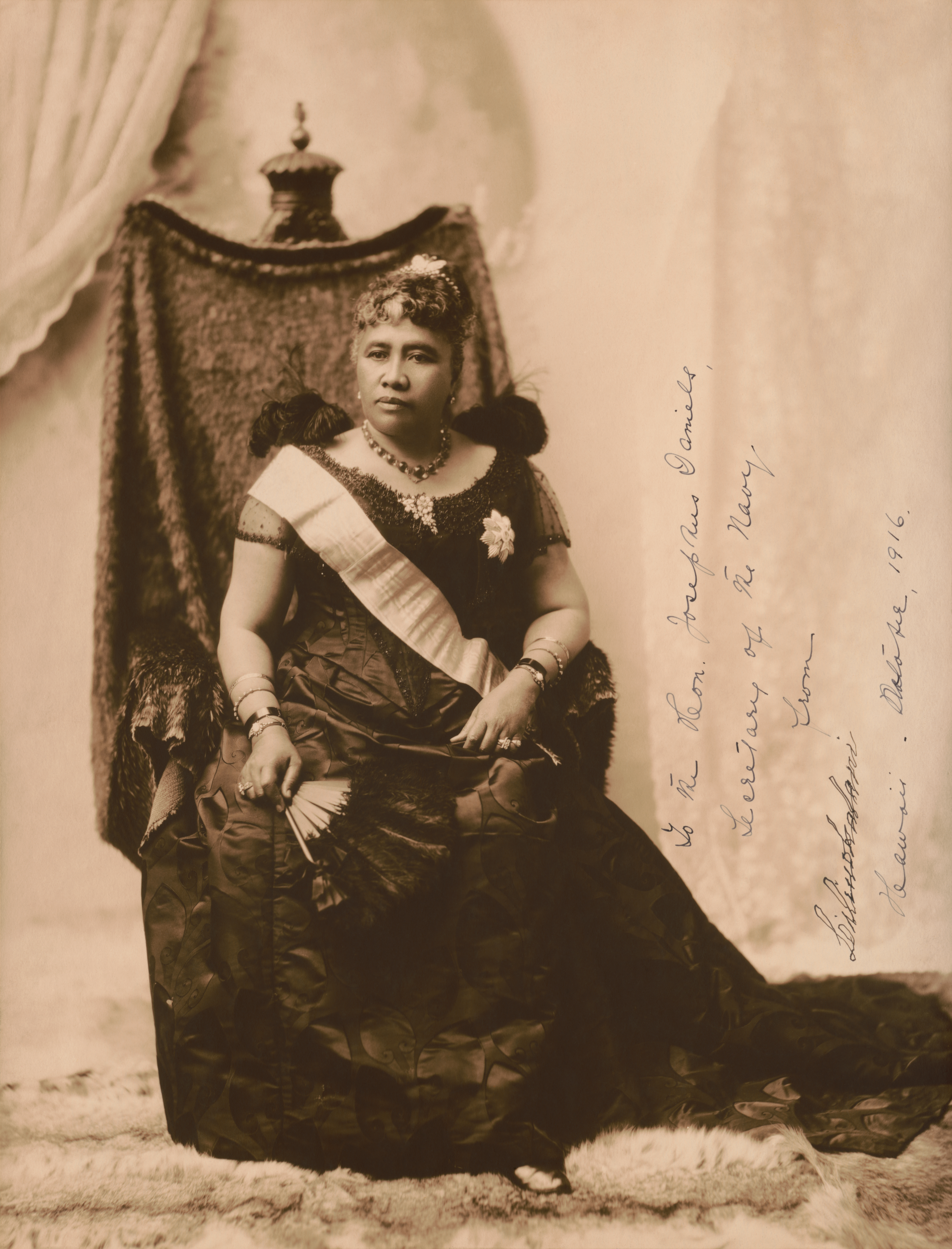
Rainha Liliuokalani do Havaí.

A Proposta de Constituição Havaiana de 1893 teria sido uma substituição da Constituição Havaiana de 1887, baseada principalmente na Constituição Havaiana de 1864, apresentada pela Rainha Liliuokalani. Embora nunca tenha se tornado nada mais do que um rascunho, a constituição teve um impacto profundo na história do Havaí: desencadeou uma série de acontecimentos que, eventualmente, resultou na derrubada do Reino do Havaí.

## Antecedentes
Entre 1852 e 1887, os monarcas do Havaí governavam o reino como monarcas executivos. Porém, após a redação da Constituição de 1887, imposta por ricos imigrantes euro-americanos, o monarca foi reduzido a uma mera figura cerimonial. A “Constituição da Baioneta”, de 1887, oprimia, privava e restringia diretamente os direitos dos nativos havaianos. Durante a eleição de 1892, dos 9.500 eleitores registrados, 7.000 (ou 3/4 deles) enviaram formalmente petições assinadas à Rainha, expressando o seu apelo por uma nova constituição. A sua resposta foi:
Para ter ignorado ou desconsiderado um pedido tão geral, devo ter sido surda à voz do povo, que a tradição nos diz que é a voz de Deus. Nenhum verdadeiro chefe havaiano teria feito outra coisa senão prometer a consideração de seus desejos.
Durante a legislatura de 1890, o rei havaiano, Kalākaua, apoiou uma série de propostas para alterar ou reescrever o documento de 1887. No entanto, todas essas medidas falharam. Em 1891, Liliuokalani ascendeu ao trono. No ano seguinte, ela apoiou medidas para alterar ou reescrever a Constituição vigente. Entre as principais medidas estava uma alteração que reduziria a exigência de propriedade para o sufrágio, possibilitando que a maior parte da população nativa do Havaí pudesse votar. Quando isso foi rejeitado, muitos cidadãos havaianos protestaram. A Rainha, então, recebeu milhares de petições para emitir uma nova constituição, como Kamehameha V havia feito em 1864.
Nas semanas anteriores, todo o seu gabinete confidenciou individualmente à Rainha, enfatizando a necessidade de uma nova constituição. A Rainha convocou então reuniões para ter a oportunidade de ouvir a opinião de todos sobre uma possível reforma constitucional. A conclusão destas reuniões recebeu a mesma resposta positiva de todo o gabinete. Tendo sido assegurados de que todos estavam alinhados num plano com a mesma opinião, e confiando na lealdade ao governo constitucional que juraram defender sob juramento quando nomeados para cada um dos seus cargos, o projeto de uma nova constituição havia começado.

## Princípios
A constituição proposta por Liliuokalani diferia da Constituição de 1887 nos seguintes aspectos:
- A Rainha teria o poder de convocar reuniões do parlamento.
- As terras privadas e outras propriedades da Rainha tornaram-se invioláveis.
- De acordo com a Constituição de 1887, quaisquer projetos de lei vetados pela Rainha e depois repassados pelo parlamento com uma maioria de dois terços se tornariam automaticamente lei sem a assinatura da soberana. De acordo com a proposta de 1893, contudo, a Rainha deveria necessariamente assinar todos os projetos de lei aprovados pelo parlamento, para que eles pudessem entrar em vigor.
- O salário dos legisladores seria aumentado de US$ 250 para US$ 500 - de acordo com os valores da época.
- Os nobres seriam nomeados pela Rainha em vez de eleitos.
- O número de representantes poderia ser aumentado de 24 para 48.
- Os requisitos de propriedade para os eleitores foram reduzidos.
- Os residentes americanos e europeus, com direito ao sufrágio em 1887, perderiam o direito ao voto.
- Os juízes da Corte Suprema seriam nomeados por seis anos, em vez de vitalícios.
- A Rainha poderia nomear governadores de cada ilha por quatro anos.
- O Artigo 78 da Constituição de 1887, que exigia que o monarca atuasse "com o conselho e consentimento do gabinete", foi omitido.[5]

## Contexto

Bandeira do movimento pela soberania havaiana.

Em 14 de janeiro de 1893, a Rainha reuniu-se com seu gabinete no Palácio 'Iolani. Nenhum de seus ministros concordou em assinar a nova constituição. Na verdade, eles estavam informando ativamente os inimigos políticos da Rainha sobre seus planos e estavam mais do que conscientes da turbulência desnecessária que suas ações logo iriam desencadear. Do lado de fora, uma grande multidão de nativos havaianos se reuniu, esperando que a rainha proclamasse uma nova constituição. No entanto, após a reunião com o seu gabinete, Liliuokalani saiu para a varanda do palácio e disse à multidão que uma nova constituição teria de esperar e que deveriam regressar pacificamente às suas casas.
Naquela noite, um grupo de oponentes da Rainha se reuniu para discutir os acontecimentos do dia. A maioria estava preocupada com a tentativa da monarca de restaurar o poder da Coroa. Alguns anexionistas apelaram à moderação, mas outros, como Lorrin A. Thurston, um dos redatores da Constituição de 1887, apelaram à derrubada completa da monarquia. Um plano de ação foi elaborado pelo grupo, incluindo a criação de um comitê de segurança, a derrubada da monarquia, o estabelecimento de um governo provisório e o pedido de anexação aos Estados Unidos.
Na segunda-feira seguinte, a Rainha emitiu uma declaração dizendo que não tentaria alterar a constituição, exceto pelos meios previstos na Constituição de 1887. No entanto, seus opositores não acreditaram que sua promessa fosse sincera e continuaram com o planejamento golpista. Um grupo de anexionistas pediu ao governo dos Estados Unidos que desembarcasse tropas em Honolulu, “para proteger vidas e propriedades americanas”. O governo, reagindo ao que considerou uma agitação potencial à medida que a crise interna continuava, solicitou o desembarque de 300 fuzileiros navais, que receberam ordens para proteger o consulado estadunidense e as vidas e propriedades dos cidadãos norte-americanos.
No dia 17 de janeiro de 1893, uma proclamação foi lida nos degraus do prédio do governo, declarando a derrubada da monarquia. O Reino do Havaí terminou e um novo governo foi declarado. O Governo Provisório do Havaí rapidamente ganhou o reconhecimento do governo dos Estados Unidos e de todos os outros governos com embaixadas no Havaí. Contudo, o presidente Grover Cleveland, em mensagem ao Congresso dos Estados Unidos em 18 de dezembro de 1893, denunciou as ações da diplomacia americana e dos anexionistas havaianos como um "ato de guerra, cometido com a participação de um representante diplomático dos Estados Unidos e sem autoridade do Congresso”.